# Жайлау (Карасайский район)
Жайлау (каз. Жайлау) — бывшее село Большеалматинского сельского округа Карасайского района Алматинской области Казахстана. Код КАТО — 195257500.

## Население
В 1999 году население села составляло 267 человек (134 мужчины и 133 женщины). По данным переписи 2009 года, в селе проживали 342 человека (167 мужчин и 175 женщин).

## Ликвидация села
В августе 2014 года село было передано в состав Наурызбайского района Алма-Аты.